# Chaerophyllum andicola
Chaerophyllum andicola är en växtart i släktet rotkörvlar och familjen flockblommiga växter. Den beskrevs av Carl Sigismund Kunth, och fick sitt nu gällande namn av K.F. Chung.

## Utbredning
Arten förekommer i Anderna, från Argentina i söder till Colombia i norr, samt i Costa Rica.